# السيد مصطفى أحمد أبو الخير
السيد مصطفى أحمد أبو الخير (مواليد 4 مارس 1957) هو محام وكاتب مصري، مختص بالمؤلفات القانونية، له العديد من الأبحاث والكتب المنشورة.

## دراسته
حصل على ليسانس الحقوق من كلية الحقوق بجامعة الزقازيق عام 1983. ثم حصل على درجة الماجستير في القانون في القانون الدولي العام عام 1997 من كلية الحقوق بجامعة عين شمس. وأخيرًا درجة الدكتوراه في القانون الدولي العام من كلية الحقوق بجامعة الزقازيق عام 2005 بأطروحة بعنوان «النظرية العامة للتكتلات العسكرية وفقًا لقواعد القانون الدولي العام».
حصل أيضًا على دبلوم القانون الدولي عام 1990م ودبلوم القانون العام 1997.

## حياته العملية
عمل محاميًا منذ عام 1984 وحتى عام 2002 حين خرج على المعاش مبكرًا، ليبدأ أبو الخير عمله محاميًا حرًا أمام محكمة النقض والمحكمة الدستورية العليا والإدارية العليا والقيم العليا عام 2002. وأكاديميًا، هو مشرف أكاديمي بالأكاديمية العالمية للدراسات وبكلية القانون الدولي بالجامعة الاسكندنافية بالنرويج. وعمل أيضًا مُحاضرًا في القانون الدولي والعلاقات الدولية في كلية الدفاع الوطني بأكاديمية ناصر العسكرية في القاهرة، وفي القانون الدولي العام والمنظمات الدولية والعلاقات الدولية في كلية القانون جامعة عمر المختار في ليبيا.

## مؤلفاته

### الأبحاث العلمية
- الصراع العراقي الإيراني (حرب الخليج الأولى) وفقًا لقواعد القانون الدولي العام، 1989
- مبدأ حق تقرير المصير وتطبيقه على الشعب الفلسطيني، بحث مقدم للنقابة العامة للمحامين بمصر، 1990
- المسؤولية الجنائية عن جرائم الإضرار بالبيئة، بحث مقدم للجمعية المصرية للقانون الجنائي، 1992
- المحاماة وحقوق الإنسان، بحث مقدم للنقابة العامة للمحامين، 1994
- مدى اختصاص المحكمة الدستورية العليا بالفصل في صحة عضوية مجلس الشعب، 1997
- فلسفة صاحب الجلالة والسمو الملك عبد العزيز آل سعود السياسية، بحث مقدم للقنصلية السعودية بالسويس بمناسبة العيد الوطني للملكة العربية السعودية، 2000
- الوقف وآثاره السياسية والاجتماعية، بحث مقدم لمؤسسة الوقف بالكويت، 2001.
- القانون رقم (1) لسنة 2000 وآثاره القانونية، بحث مقدم للنقابة العامة للمحامين، 2001.
- الزواج العرفي في الشريعة والقانون، بحث مقدم للنقابة العامة للمحامين، 2002
- دراسة قانونية حول أمر استدعاء رئيس مجلس إدارة ورئيس تحرير مؤسسة الأهرام الصحفية، 2002.
- دور القانون والشرعية وحقوق الإنسان في نصرة الحق العربي، بحث مقدم للمكتب الدائم للكتاب الآسيويين والإفريقيين بالقاهرة، 2002
- أثر منظمة التجارة العالمية (الجات) على المنطقة العربية، 2003
- نظرية الحرب بين الشريعة الإسلامية والقانون الدولي المعاصر، بحث مقدم للهيئة العالمية للإعجاز العلمي في الكتاب والسنة، 2006
- انتهاك الشرعية الدولية في جوانتانامو، بحث منشور في مجلة السياسة الدولية، مركز الدراسات السياسية والإستراتيجية، مؤسسة الأهرام الصحفية، القاهرة، 2006
- التعليم الخاص بين الرفض والقبول، بحث منشور بمجلة جامعة السلطان قابوس بعُمان، ملف العدد، 2006
- الشرعية الدولية ومعتقل جوانتاناموا، بحث في مجلة القانون الصادرة عن كلية القانون جامعة عدن بالجمهورية العربية اليمنية، العدد الرابع عشر، 2007
- سفارات النظام العسكري ذات السيادة المستقلة لفرسان مالطا والقانون الدولي المعاصر، 2007
- الجوانب القانونية للشركات العسكرية والأمنية الدولية الخاصة في القانون الدولي المعاصر، 2007
- حركات التحرر الوطني في القانون الدولي المعاصر
- الحماية القانونية للمستهلك بحث نشر بالمملكة العربية السعودية بالمجلة الاقتصادية
- بعض أزمات السودان الداخلية والقانون الدولي المعاصر، بحث سوف ينشر في مجلة الحقوق كلية الحقوق جامعة الكويت
- الجوانب القانونية والسياسية للشركات العسكرية الدولية الخاصة

### الكتب
| م  | العمل | عام الإصدار | الناشر                                     | عدد الصفحات | رقم تعريفي                                | مراجع         |
| -- | --- | ----------- | ------------------------------------------ | ----------- | ----------------------------------------- | ------------- |
| 1  | نصوص المواثيق والإعلانات والاتفاقيات لحقوق الإنسان | 2005        | إيتراك للطباعة والنشر والتوزيع، القاهرة    | 376         | (ردمك 9789773830496، وردمك 9773830497 )   | [ 4 ]         |
| 2  | تحالفات العولمة العسكرية والقانون الدولي | 2005        | إيتراك للطباعة والنشر والتوزيع، القاهرة    | 368         | (ردمك 9789773830298، وردمك 9773830292 )   | [ 5 ]         |
| 3  | وثائق تحالف العولمة العسكرية | 2005        | إيتراك للطباعة والنشر والتوزيع، القاهرة    | 295         | (ردمك 9789773830489، وردمك 9773830489 )   | [ 6 ]         |
| 4  | النظام الأساسي للمحكمة الجنائية الدولية: والقواعد الإجرائية وقواعد الإثبات وأركان الجرائم الدولية                                                                                         | 2005        | إيتراك للطباعة والنشر والتوزيع، القاهرة    | 385         | (ردمك 9789773830397، وردمك 977383039X )   | [ 7 ]         |
| 5  | النظرية العامة للأحلاف العسكرية | 2005        | إيتراك للطباعة والنشر والتوزيع، القاهرة    | 597         | (ردمك 9789773830322)                      | [ 8 ]         |
| 6  | المبادئ العامة في القانون الدولى المعاصر | 2006        | إيتراك للطباعة والنشر والتوزيع، القاهرة    | 371         | (ردمك 9789773830772)                      | [ 9 ]         |
| 7  | الانسحاب السوري من لبنان والقانون الدولي (بالوثائق) | 2006        | إيتراك للطباعة والنشر والتوزيع، القاهرة    | 179         | (ردمك 9789773830533 )                     | [ 10 ] [ 11 ] |
| 8  | فتوى الجدار العازل والقانون الدولي | 2006        | إيتراك للطباعة والنشر والتوزيع، القاهرة    | 153         | (ردمك 9789773830540، وردمك 9789773830543) | [ 12 ] [ 13 ] |
| 9  | أزمات السودان الداخلية والقانون الدولي المعاصر | 2006        | إيتراك للطباعة والنشر والتوزيع، القاهرة    | 312         | (ردمك 9789773830557، وردمك 9773830551 )   | [ 14 ] [ 15 ] |
| 10 | القول الفصل في رسم همزتى القطع والوصل بحث في خصائص الكتابة العربية وأهم اسسها | 2006        | مكتبة نانسي                                | 92          |                                           | [ 16 ]        |
| 11 | أمريكا اللاتينية والبرازيل: بحوث في اللسان والمكان وتاريخ الإنسان | 2006        | دار الأصدقاء                               | 238         |                                           | [ 17 ]        |
| 12 | أخلاق الفرعون كما حكاها القرآن الكريم وحديث عن منزلة هارون وموسى عليهما السلام | 2007        | مكتبة نانسي                                | 167         |                                           | [ 18 ]        |
| 13 | عقود نقل التكنولوجيا | 2007        | إيتراك للطباعة والنشر والتوزيع، القاهرة    | 591         | (ردمك 9789773831097، وردمك 9789773831094) | [ 19 ] [ 20 ] |
| 14 | إستراتيجية فرض العولمة الآليات ووسائل الحماية | 2008        | إيتراك للطباعة والنشر والتوزيع، القاهرة    | 294         | (ردمك 9789773831356، وردمك 9773831353)    | [ 21 ] [ 22 ] |
| 15 | الاتفاقية الدولية لحماية التنوع الثقافي (قراءة وملاحظة) | 2008        | نشر شخصي                                   | 98          |                                           | [ 23 ]        |
| 16 | الشركات العسكرية والأمنية الدولية الخاصة: دراسة قانونية سياسية | 2008        | إيتراك للطباعة والنشر والتوزيع، القاهرة    | 268         | (ردمك 9789773831363، وردمك 9773831361 )   | [ 24 ]        |
| 17 | القانون الدولي لمنازعات الحدود: دراسة تطبيقية على الحدود العربية والإسلامية | 2009        | إيتراك للطباعة والنشر والتوزيع، القاهرة    | 335         | (ردمك 9789773832032 ، وردمك 9773832031)   | [ 25 ] [ 26 ] |
| 18 | الطرق القانونية لمحاكمة إسرائيل قادة وأفراد في القانون الدولي بالوثائق | 2009        | إيتراك للطباعة والنشر والتوزيع، القاهرة    | 281         | (ردمك 9789773831707، وردمك 9773831701 )   | [ 27 ] [ 28 ] |
| 19 | الحرب الأخيرة على غزة في ضوء القانون الدولي العام: المعابر الفلسطينية.. رؤية قانونية سياسية                                                                                               | 2009        | إيتراك للطباعة والنشر والتوزيع، القاهرة    | 205         | (ردمك 9789773831653، وردمك 9789773831655) | [ 29 ] [ 30 ] |
| 20 | الدولة في القانون الدولي العام | 2009        | إيتراك للطباعة والنشر والتوزيع، القاهرة    | 411         | (ردمك 9789773831620، وردمك 9789773831622) | [ 31 ] [ 32 ] |
| 21 | مستقبل الحروب: دراسات ووثائق: اتفاقيات جنيف الأربعة 1949 والبروتوكولين الإضافيين 1977 | 2009        | مصر العربية للنشر والتوزيع، القاهرة        | 431         | (ردمك 9789775471703، وردمك 9775471702 )   | [ 33 ]        |
| 22 | النظرية العامة في الأحلاف والتكتلات العسكرية طبقاً لقواعد القانون الدولي العام | 2010        | مركز دراسات الوحدة العربية                 | 400         | (ردمك 9789953823003، وردمك 9953823006)    | [ 34 ] [ 35 ] |
| 23 | المقاومة العربية والإسلامية في القانون الدولي المعاصر | 2011        | إيتراك للطباعة والنشر والتوزيع، القاهرة    | 354         | (ردمك 9789773832116)                      | [ 36 ] [ 37 ] |
| 24 | التوطين واللاجئون الفلسطينيون بين حق العودة ومؤامرة التوطين | 2012        | إيتراك للطباعة والنشر والتوزيع، القاهرة    |             |                                           | [ 38 ]        |
| 25 | القضية الفلسطينية في القانون الدولي | 2012        | إيتراك للطباعة والنشر والتوزيع، القاهرة    | 279         |                                           | [ 39 ]        |
| 26 | النظام القانوني لحماية حقوق ضحايا الاتجار بالبشر: دراسة مقارنة بين الفقه الإسلامي والأنظمة الوضعية في ضوء النظام الأساسي للمحكمة الجنائية الدولية والاتفاقيات والقوانين ذات الصلة (تقديم) | 2014        | المركز القومي للإصدارات القانونية، القاهرة | 340         | (ردمك 9789776223868، وردمك 9776223869)    | [ 40 ]        |
| 27 | المعاهدات الدولية: مبدأ حظر استخدام القوة وحق الدفاع الشرعي وحق تقرير المصير | 2016        | دار المناهج للنشر والتوزيع، عمّان           | 328         | (ردمك 9789957183974، وردمك 9957183974)    | [ 41 ] [ 42 ] |
| 28 | رؤية قانونية سياسية لأحداث الثورة المصرية | 2016        | دار المناهج للنشر والتوزيع، عمّان           | 360         | (ردمك 9789957183813، وردمك 9957183818)    | [ 43 ] [ 44 ] |
| 29 | الطرق القانونية لمحاكمة مرتكبي الجرائم الدولية بسوريا في القانون الدولي | 2016        | دار المناهج للنشر والتوزيع، عمّان           | 240         | (ردمك 9789957183806، وردمك 995718380X)    | [ 45 ] [ 46 ] |

1. ↑  تأليف طارق عفيفي، وتقديم السيد مصطفى أحمد أبو الخير

## العضويات
- عضو الامانة العامة للتجمع العربي والإسلامي لدعم خيار المقاومة، بيروت
- عضو اللجنة العلمية الاستشارية بموسوعة الأعجاز العلمي في القرآن والسنة
- عضو بالهيئة العالمية للإعجاز العلمي في القرآن والسنة
- عضو التحالف الدولى لمكافحة الافلات من العقاب، بيروت
- عضو الأمانة العامة للتحالف الوطني لدعم المقاومة العربية والإسلامية، بيروت
- عضو الهيئة العلمية الاستشارية لمجلة الندوة للدراسات القانونية، الجزائر
- عضو الهيئة الأستشارية لمجلة القانون كلية الحقوق جامعة جرش، الأردن
- عضو الهيئة العلمية لمركز أبحاث جيل لحقوق الإنسان
- عضو هيئة تدريس بكلية القانون والسياسة قسم القانون بجامعة ابن رشد، هولندا
- عضو هيئة المحامين الإسلاميين التابعة لمنظمة المؤتمر الإسلامي
- عضو الهيئة الاستشارية العلمية لمجلة النوازل الفقهية والقانونية بالأغواط الجزائر الصادرة عن مركز البحث في العلوم الإسلامية والحضارة